# Hans Eideneier
Hans Eideneier (* 21. Mai 1937 in Stuttgart) ist ein deutscher Byzantinist, Neogräzist und literarischer Übersetzer.

## Leben und Werk

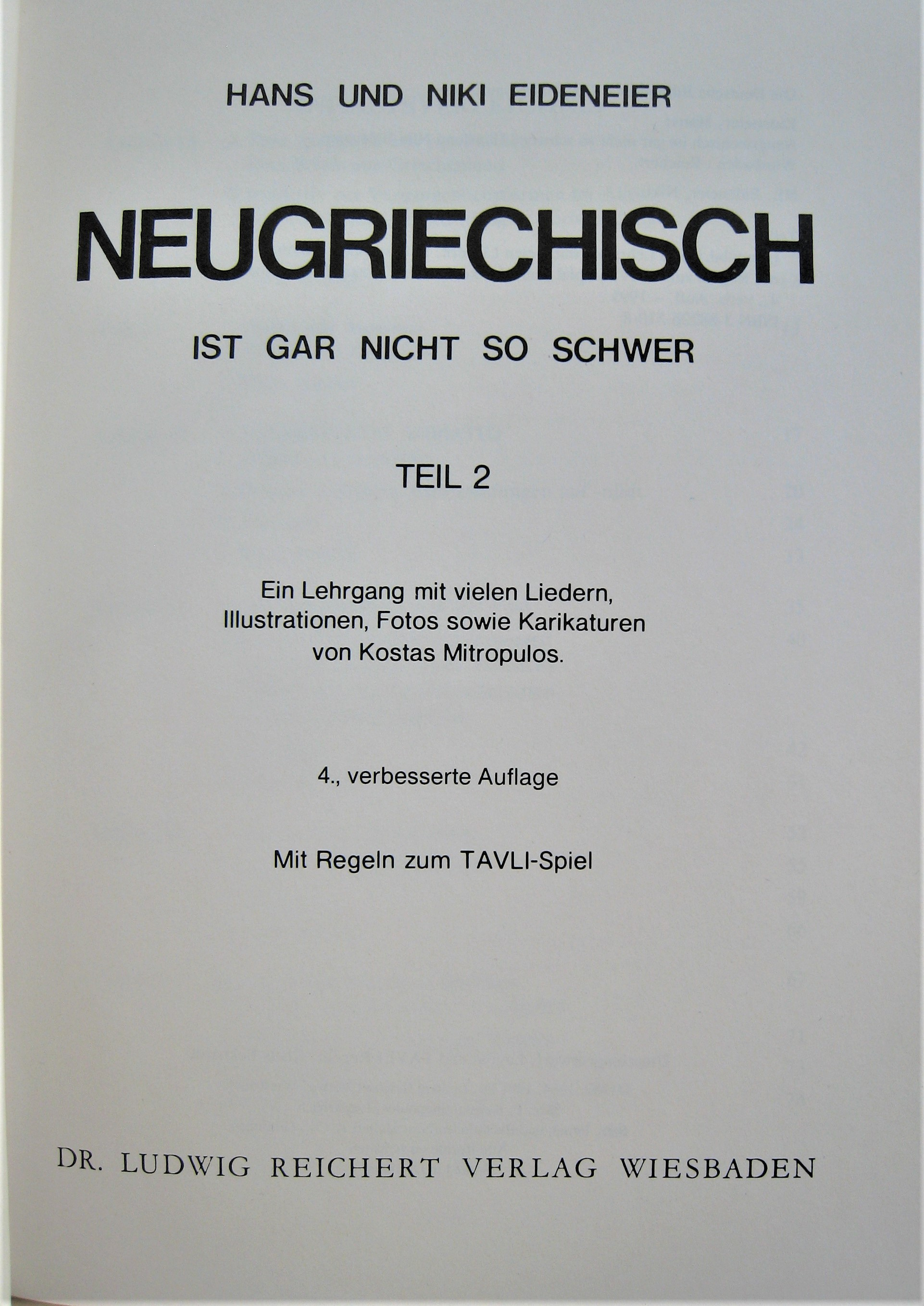
Titel "Neugriechisch ist gar nicht so schwer", Teil 2, vierte Auflage 1991

Eideneier besuchte das Eberhard-Ludwigs-Gymnasium Stuttgart und machte dort 1956 sein Abitur, danach studierte er Klassische Philologie und Byzantinistik und wurde 1966 in München mit einer Dissertation über sogenannte christliche Tabuwörter im Griechischen promoviert. Eideneier widerlegt die These, nach welcher die altgriechischen Wörter ἄρτος, οἶνος, ἰχθύς und ὕδωρ aufgrund ihrer christlichen Bedeutung im späteren Griechisch durch die entsprechenden Wörter ψωμί(ον), κρασί(ν), (ὀ)ψάρι(ον) und νερό(ν) ersetzt worden sein sollen. 1974 erfolgte die Habilitation in Köln mit einer textkritischen Edition samt Kommentar zu dem satirischen Gedicht über den Typus des Bartlosen, den Spanos. Darauf hatte er zunächst eine Professur für mittel- und neugriechische Philologie an der Universität zu Köln inne. Von 1994 bis zu seiner Emeritierung 2002 war er ordentlicher Professor für Byzantinistik und Neugriechische Philologie an der Universität Hamburg.
Eideneier beschäftigt sich wissenschaftlich hauptsächlich mit den Anfängen der volkssprachlichen neugriechischen Literatur in byzantinischer und nachbyzantinischer Zeit und ist Herausgeber der Publikationsreihe wie Organisator der Kongressreihe Neograeca Medii Aevi. Der 1982 gegründete Romiosini Verlag, in dem diese Reihe wie zahlreiche seiner Veröffentlichungen erschienen sind, wurde von seiner Frau Niki Eideneier-Anastassiadi betrieben. Mit ihr zusammen hat er auch ein vielbenutztes Sprachlehrwerk für die neugriechische Sprache verfasst. Eideneier war zudem von 1983 bis 2008 Vorsitzender der Πολιτιστική Ομάδα Πρωτοβουλίας – Initiativgruppe Griechische Kultur in der Bundesrepublik Deutschland e. V. Weiterhin gehört er zum Autorenstamm der in Athen erscheinenden deutschsprachigen Griechenland Zeitung. Seine dort regelmäßig erscheinenden Sprachkolumnen wurden bislang in den Sammelbänden "Ärmellos in Griechenland" und "Salz in der Soupa" zusammengefasst.

## Auszeichnungen
Im Jahr 2003 wurde Eideneier mit dem Orden der Ehre des griechischen Staatspräsidenten ausgezeichnet. Für seine Verdienste um die byzantinische und neugriechische Literatur und Kultur wurde er 2005 mit der Ehrendoktorwürde der Aristoteles-Universität Thessaloniki und mit der Ehrenmedaille der Stiftung für griechische Kultur, Berlin, geehrt. 2017 erhielt er die Ehrendoktorwürde der Demokrit-Universität Thrakien. Für seinen Beitrag zu den deutsch-griechischen Kulturbeziehungen im weitesten Sinne ehrte der Griechische Schriftstellerverband Hans Eideneier mit dem Dido-Sotiriou-Preis 2022. In Anerkennung seines Lebenswerks und seiner Verdienste um das Land erhielt Eideneier 2023 die Ehrenstaatsbürgerschaft Griechenlands.

## Schriften (Auswahl)
Texteditionen und -kommentare
- Ptochoprodromos. Einführung, kritische Ausgabe, deutsche Übersetzung, Glossar. Köln: Romiosini 1991, ISBN 978-3-923728-94-7 (Neograeca Medii Aevi V)
- Krasopateras. Kritische Ausgabe der Versionen des 16.–18. Jahrhunderts. Köln: Romiosini 1988, ISBN 978-3-923728-92-3 (Neograeca Medii Aevi III)
- Spanos. Eine byzantinische Satire in der Form einer Parodie. Einleitung, kritischer Text, Kommentar und Glossar (Supplementa Byzantina, Texte und Untersuchungen 5). Berlin / New York: Walter de Gruyter 1977, ISBN 3-11-006606-8 (Habilitationsschrift); Google Bücher books.google.com; griechische Ausgabe: Athen 1990

Monographien
- Bettler – Säufer – bunte Vögel. Populäre Gedichte des griechischen Mittelalters. Wiesbaden: Reichert 2017, ISBN 978-395-49-0219-4
- Νίκη Eideneier-Αναστασιάδη (Hrsg.): Ο δάσκαλος Hans. Hans Eideneier, άρθρα, εισηγήσεις, διαλέξεις. Thessaloniki: University Studio Press 2017, ISBN 978-960-12-2335-3
- Ärmellos in Griechenland. Griechisch-Deutsche Sprachfindigkeiten. Romiosini, Köln 2009, ISBN 3-929889-86-2
- Von Rhapsodie zu Rap. Tübingen: Gunter Narr Verlag 1999, ISBN 3-8233-5202-4, Rezension von: Martin Hinterberger, in: Göttingische gelehrte Anzeigen 255, 2003, 234–241, Google Bücher: books.google.com; griechische Ausgabe: 2004
- Zur mittelalterlichen Vorgeschichte der neugriechischen Diglossie. Sonderforschungsbereich 538 Mehrsprachigkeit, Hamburg 2000
- Neu-Griechisch wie es nicht im Wörterbuch steht. Scheffler 1978, ISBN 3-7973-0035-2.  Bergisch Gladbach: Lübbe 6. Aufl. 1996, ISBN 3-404-63072-6 (Bastei-Lübbe-Taschenbuch, Bd. 63072)
- Sprachvergleich Griechisch – Deutsch (Teil Phonetik von Hans Ruge). Pädagogischer Verlag Schwann, Düsseldorf: 1976, 2. Aufl. 1979, ISBN 3-590-14609-5
- Sogenannte christliche Tabuwörter im Griechischen. München: Institut für Byzantinistik und Neugriechische Philologie der Universität 1966 (Miscellanea Byzantina Monacensia, 5), zugleich Dissertation München 1966; Anzeige von Henry Chadwick, in: Classical Review n.s. 19 (1969) 110 jstor.org
- Neugriechisch für Humanisten. Verlag Ernst Heimeran, München 1965, 2. Aufl. 1969

Herausgeberschaften
- Neograeca Medii Aevi. Köln: Romiosini 1987ff.
- (Hrsg., mit Niki Eideneier): Thessaloniki. Bilder einer Stadt. Köln: Romiosini 1992
- (Hrsg.): Graeca Recentiora in Germania. Deutsch-griechische Kulturbeziehungen vom 15. bis 19. Jahrhundert (Wolfenbütteler Forschungen, 59). Wiesbaden: Harrassowitz 1994, ISBN 3-447-03632-X

Artikel
- Tou Ptochoprodromou. In: Martin Hinterberger, Elisabeth Schiffer (Hrsg.): Byzantinische Sprachkunst: Studien zur byzantinischen Literatur gewidmet Wolfram Hörandner zum 65. Geburtstag. Walter de Gruyter, Berlin / New York 2007, S. 55–76 (Byzantinisches Archiv, Bd. 20), ISBN 3-11-019501-1, books.google.com
- Neugriechisch in Deutschland (Von der Zweisamkeit der deutschen Neogräzistik). In: Folia Neohellenica 9, Amsterdam 1999, S. 164–189
- Ist der Diaskevast ein sprechsingender Schreiber?. In: Lesarten. Festschrift für Athanasios Kambylis. Berlin / New York 1998, S. 240–247, books.google.com
- Η πεζογραφία της βενετοκρατούμενης Κρήτης. In: Cretan Studies 6 (1998) S. 335–344
- Byzantinische volkssprachliche Schriftkoine und mündliche Überlieferung. In: Μαντατοφόρος 33 (1991) S. 7–10
- Ptochoprodromos’ Tafelfreud und Tafelleid. In: Günter Prinzing, Dieter Simon (Hrsg.): Fest und Alltag in Byzanz. C.H.Beck, München 1990, ISBN 3-406-34326-0, S. 77–90, books.google.com
- KAI als Auftakt zur (rhythmischen) Phrase. Zur verbalisierten Pausenmarkierung im Mittel- und Neugriechischen. In: Jahrbuch der Österreichischen Byzantinistik 39, 1989, S. 179–200
- Sinnvolles Verhören im Ptochoprodromos III. In: Ελληνικά (Thessaloniki) Bd. 36 (1985), S. 78–101, ems.gr (PDF; 243 kB)
- Leser- oder Hörerkreis? Zur Byzantinischen Dichtung in der Volkssprache. In: Ελληνικά (Thessaloniki) Bd. 34, 1982–83, S. 119–150
- Ein byzantinisches Kalendergedicht in der Volkssprache. In: Ελληνικά (Thessaloniki) Bd. 31.2, 3S. 68–419, ems.gr (PDF; 1,0 MB)

Sprachlehrwerk
- Hans und Niki Eideneier: Neugriechisch ist gar nicht so schwer
  - Teil 1. Ein Lehrgang mit vielen Liedern, Illustrationen, Fotos sowie Karikaturen von Kostas Mitropulos. 5., verbesserte Auflage, Wiesbaden: L. Reichert 1993, ISBN 3-88226-595-7 (Lösungsschlüssel, Sprech- und Musikkassette sind verfügbar)
  - Teil 2. Ein Lehrgang mit vielen Liedern, Illustrationen, Fotos sowie Karikaturen von Kostas Mitropulos. Wiesbaden: L. Reichert 1991, ISBN 978-3-88226-510-1 (Lösungsschlüssel, Sprech- und Musikkassette sind verfügbar)
  - Teil 3: 100 Texte von leicht bis schwer. L. Reichert, Wiesbaden 1998, ISBN 978-3-89500-080-5
  - Grundwortschatz. Grundgrammatik. L. Reichert, Wiesbaden 1986, ISBN 978-3-88226-284-1

Übersetzungen aus dem Neugriechischen
- Odysseas Elytis: Lieder der Liebe. Neugriechisch und deutsch. Mit acht Collagen des Autors. Suhrkamp, Frankfurt a. M. 1981 (Bibliothek Suhrkamp, 745).
- Alexandros Kotzias: Jaguar. Köln: Romiosini 1991.